# Тайлер, Карсон
Карсон Тайлер (англ. Carson Tyler; род. 9 июня 2004) — американский прыгун в воду. Двукратный бронзовый призёр чемпионатов мира. Участник летних Олимпийских игр 2024 года.

## Биография
Карсон Тайлер родился 9 июня 2004 года в США.
В Будапеште, в 2022 году, на чемпионате мира стал бронзовым призёром в смешанных синхронных прыжках с вышки в паре с Дилейни Шнелл.
На летних олимпийских играх в Париже, в прыжках с вышки на предварительном этапе занял только 19-е место и не попал в полуфинал, завершив своё выступление на Олимпиаде.
В 2025 году на чемпионате мира в Сингапуре в синхронных прыжках с вышки стал обладателем бронзовой медали в паре с Джошуа Хедбергом.